# Visión indirecta
La visión indirecta, visión periférica o visión evitada es una técnica para ver objetos tenues. Se trata de mirar indirectamente al objeto, o un tanto hacia un lado, mientras se concentra en el objeto mismo. Este tema se analiza en la literatura astronómica popular pero sólo unos pocos estudios rigurosos[cita requerida] han cuantificado el efecto.
Hay evidencia de que esta técnica era conocida desde la antigüedad, ya que parece haber sido reportada por Aristóteles mientras observaba el cúmulo de estrellas ahora conocido como M41. Esta estrategia, que permite ver luces muy tenues a larga distancia, también ha sido transmitida, de generación en generación, entre marineros, cuyas tareas incluían hacer guardias de vigilancia que les permitía detectar mejor las luces tenues de otros barcos o de ubicaciones costeras durante la noche. Asimismo, se ha utilizado en el entrenamiento militar.
La misma técnica se puede emplear con o sin telescopio (en el primer caso, mirando hacia un lado cuando se observa a simple vista, y en el segundo, mirando hacia el borde del campo de visión del ocular). También se puede utilizar una técnica similar llamada oscilación de la mira, o balanceo del telescopio, que se realiza simplemente moviendo el telescopio, suavemente, hacia adelante y hacia atrás con la intención de mover el objeto en el campo de visión. Esta técnica se basa en el hecho de que el sistema visual es más sensible al movimiento que a los objetos estáticos.

## Fisiología
La visión periférica funciona porque prácticamente no hay bastones (células que detectan la luz tenue en blanco y negro) en la fóvea: una pequeña zona en el centro del ojo. Esta contiene, principalmente, células cónicas que sirven como detectores de luz brillante y color, que no son tan útiles durante la noche. Esta situación produce una disminución de la sensibilidad visual en la visión central durante horas de oscuridad. Basándose en los primeros trabajos de Osterberg (1935), y confirmados posteriormente por la óptica adaptativa moderna, la densidad de las células bastón suele alcanzar un máximo de alrededor de 20 grados fuera del centro visual. Algunos investigadores han cuestionado la afirmación de que la visión periférica se debe únicamente a la densidad de células de bastón porque la sensibilidad máxima a las estrellas no alcanza los 20 grados.